# Kościół Krzyża Świętego i Najświętszej Maryi Panny Królowej Polski w Rozpuciu
Kościół Krzyża Świętego i Najświętszej Maryi Panny Królowej Polski w Rozpuciu – drewniany rzymskokatolicki kościół filialny pw. Krzyża Świętego i Najświętszej Maryi Panny Królowej Polski, zbudowany w 1900, znajdujący się w miejscowości Rozpucie.

## Historia
Kościół wzniesiony w 1900 staraniem ks. Adama Orłowskiego. Fundatorką była ówczesna właścicielka wsi Leokadia Żuk-Skarszewska, a budowniczym miejscowy majster, cieśla i stolarz Marian Bilański. Był gruntownie remontowany w 1999. 

## Architektura i wyposażenie
Kościół konstrukcji zrębowej, na planie krzyża łacińskiego, na kamiennej podmurówce. W wieloczłonowej bryle przeciętej transeptem dominuje wieża, konstrukcji słupowej nad nawą. Do trójbocznie zamkniętego prezbiterium od wschodu przylega niższa zakrystia. Od zachodu do nawy dostawiona kruchta. Całość nakryta dachem jednokalenicowym, z wieżyczką na planie kwadratu w miejscu przecięcia nawy z transeptem. Dach i dachy wież pokryte dachówką. Ściany zewnętrzne oszalowane deskami.

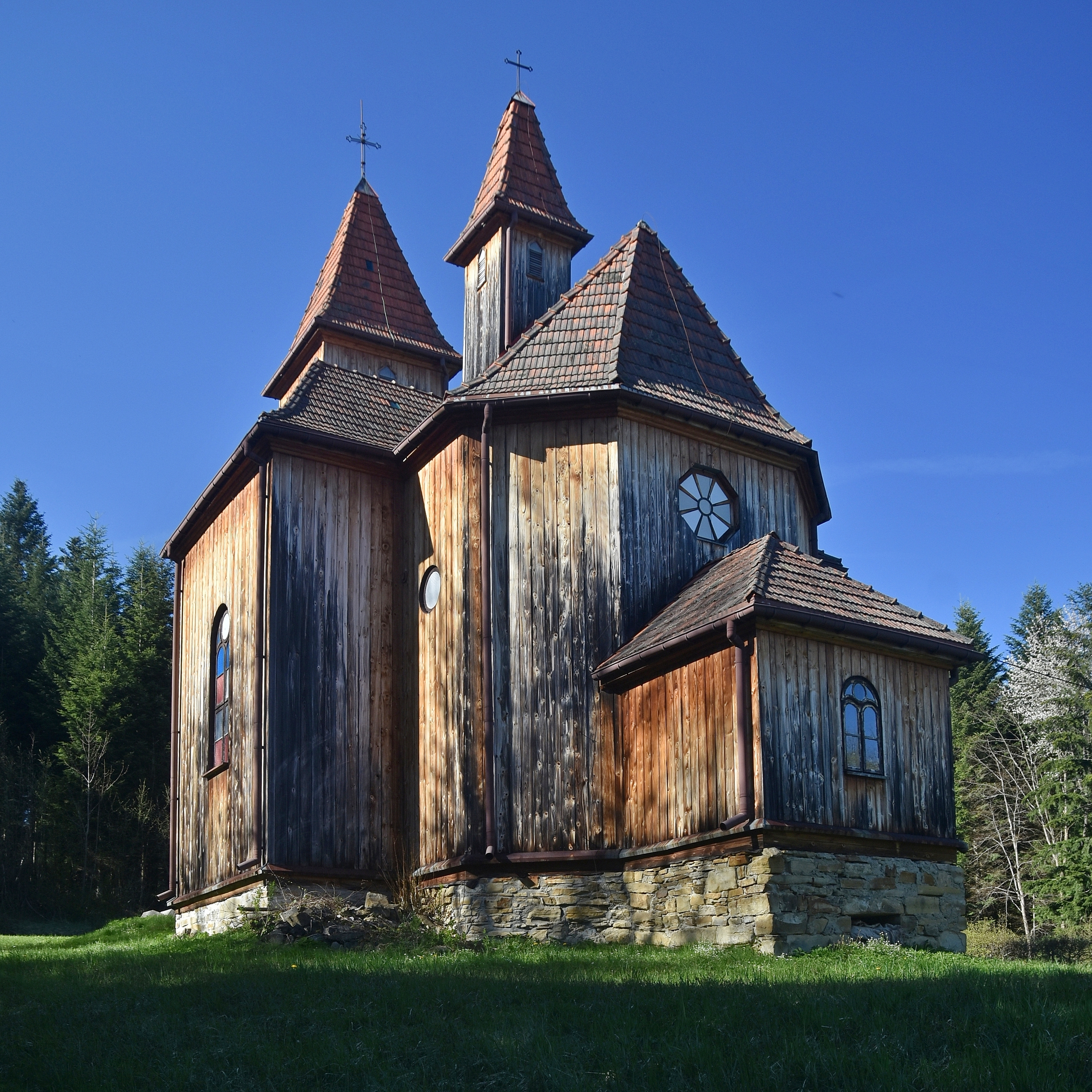
Widok strony od prezbiterium
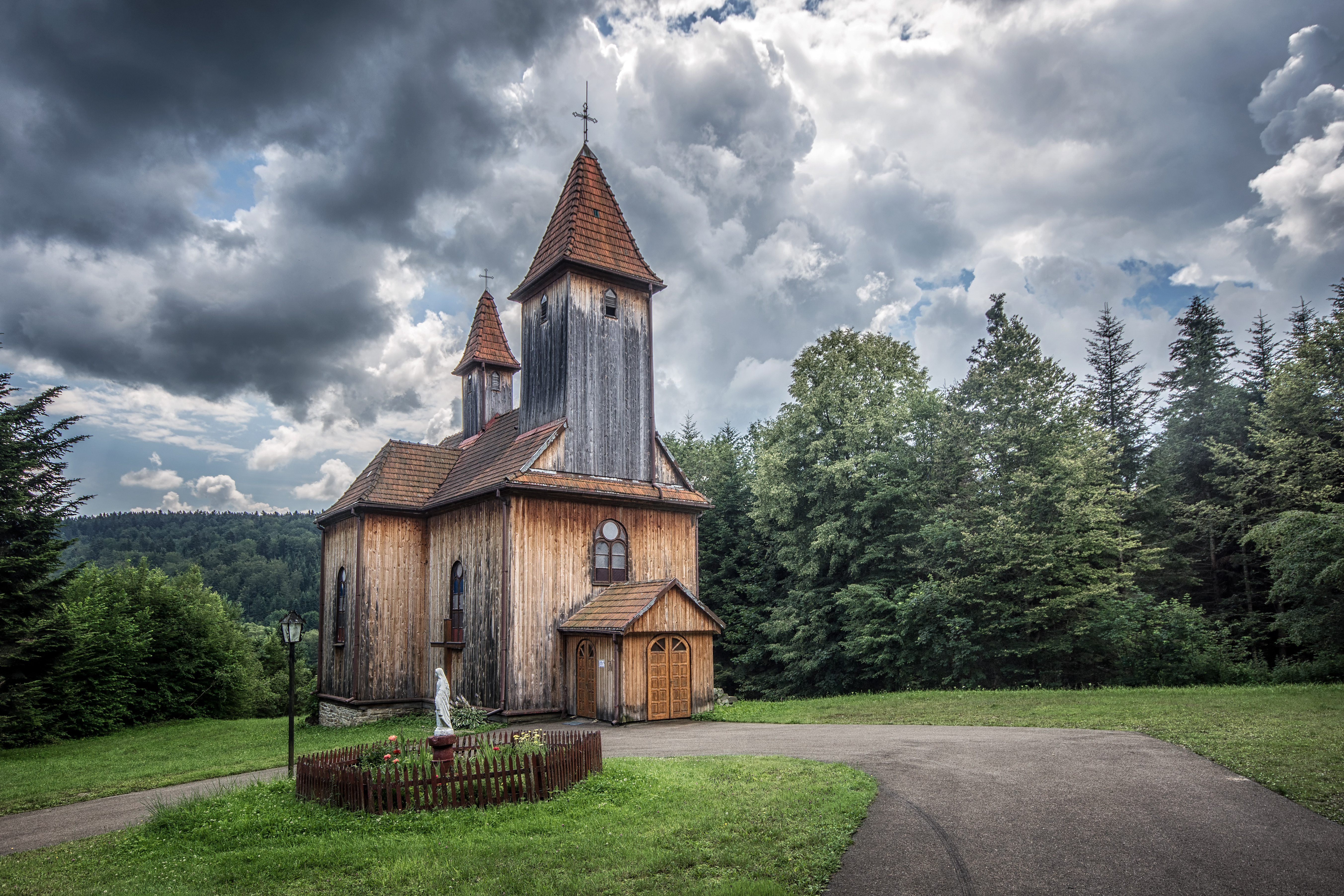
Elewacja frontowa
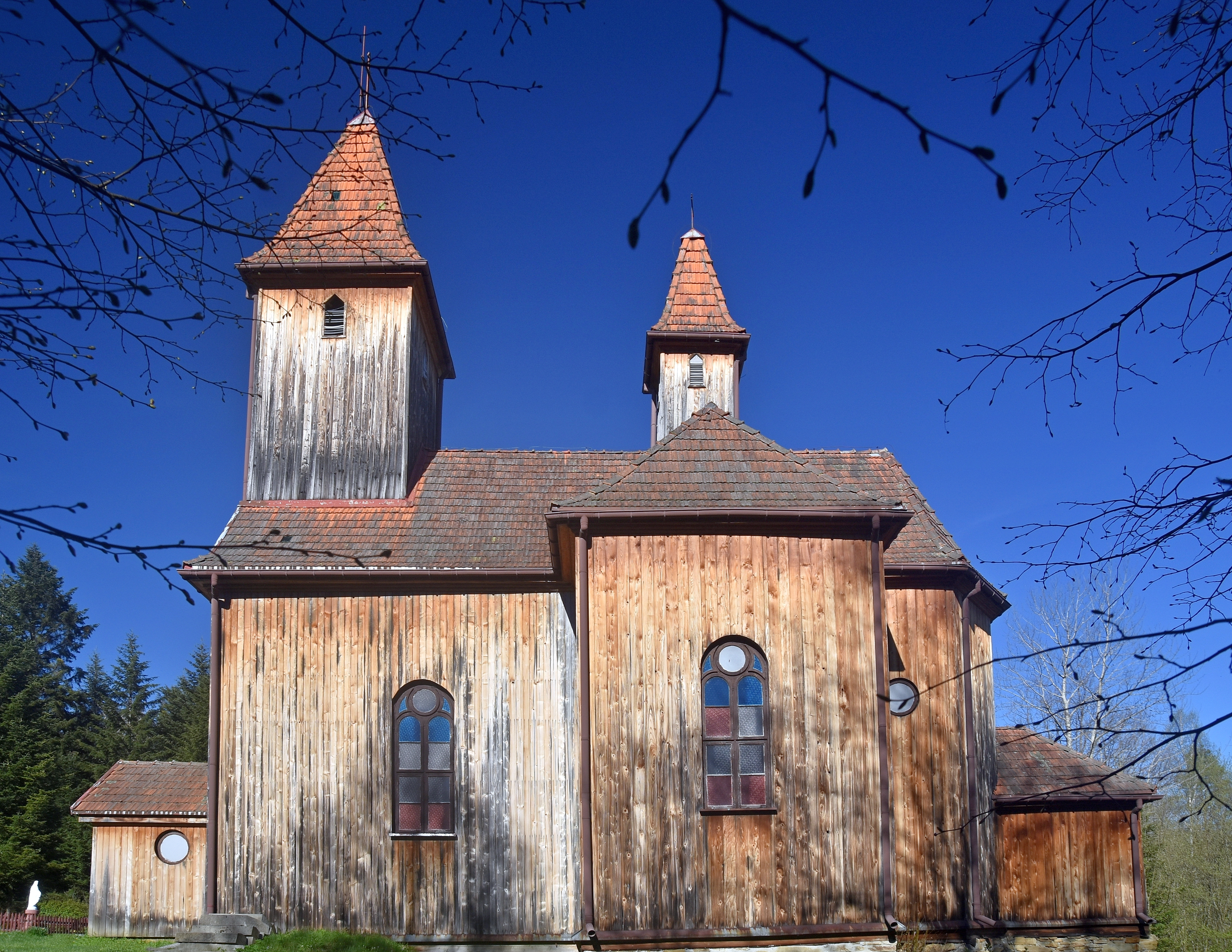
Elewacja boczna

Wewnątrz spłaszczone sklepienia kolebkowe. Wyposażenie w większości z okresu budowy kościoła. Ołtarz główny z 1909, autorstwa Mariana Bilańskiego, wzorowany na ołtarzu z Tyrawy Wołowskiej, z rzeźbami Świętych Piotra i Pawła i Boga Ojca w zwieńczeniu. W ołtarzu bocznym rzeźby aniołów z XVIII w. pochodzące z kaplicy dworskiej w Stańkowej. Płaskorzeźbione antepedium datowane na 1700, wykonane przez snycerzy krośnieńskich, pochodzi z kościoła franciszkanów w Przemyślu. Natomiast ambona z postaciami czterech Ewangelistów z XVIII w. jest z kościoła w Birczy, a prospekt organowy z kościoła w Rybotyczach.